# Parco nazionale di Towada-Hachimantai
Il Parco nazionale di Towada-Hachimantai (十和田八幡平国立公園?, Towada-Hachimantai Kokuritsu Kōen) è un parco nazionale giapponese, posto nelle prefetture di Aomori e Akita.
Istituito il 1º febbraio 1936, il parco comprende l'area del lago Towada, dei monti Hakkōda e la maggior parte della valle del fiume Oirase, per un'estensione totale di 854,09 km2.